# Kanton Montreuil-Est
Kanton Montreuil-Est is een voormalig kanton van het Franse departement Seine-Saint-Denis.
Het kanton maakte deel uit van het arrondissement Bobigny tot het samen met de andere twee kantons van Montreuil (Nord en Ouest) werd opgeheven. De stad werd hierop verdeeld over twee nieuwe kantons: Montreuil-1 en -2.

## Gemeenten
Het kanton Montreuil-Est omvatte uitsluiten een deel van gemeente Montreuil.